# Anna Txítxerova
Anna Vladímirovna Txítxerova (en rus: А́нна Влади́мировна Чи́черова; 22 de juliol de 1982 a Yerevan, Armènia) és una atleta russa d'1,78 m d'altura i 53 kg de pes, especialitzada en salt d'alçada. Ha estat campiona d'Europa indoor a Madrid 2005, finalista olímpica en Atenes 2004 i és una de les millors saltadores d'altura que hi ha actualment.
Encara que va néixer a Armènia, a principis dels anys noranta es va traslladar a viure a Rússia amb la seva família, i competeix per aquest país.
Es va donar a conèixer el 2003 quan va aconseguir saltar 2,04 m a la ciutat russa de Iekaterinburg, que era la tercera millor marca mundial de tots els temps en pista coberta, solament per darrere de l'alemanya Heike Henkel (2,07) i de la búlgara Stefka Kostadínova (2,09). Actualment és cinquena en aquest rànquing.
Resideix habitualment a Moscou i pertany al CSKA Moscou. El seu entrenador és Ievgueni Zagorulko.

## Resultats
- Mundials Juvenils de Bydgoszcz 1999 - 1ª (1'89)
- Mundials Junior de Santiago de Xile 2000 - 4ª (1'85)
- Universiada de Beijing 2001 - 8ª (1'85)
- Mundials Indoor de Birmingham 2003 - 3ª (1'99)
- Mundials de París 2003 - 6ª (1'95)
- Mundials Indoor de Budapest 2004 - 2ª (2'00)
- Jocs Olímpics d'Atenes 2004 - 6ª (1'96)
- Europeus Indoor de Madrid 2005 - 1ª (2'01)
- Mundials de Hèlsinki 2005 - 4ª (1'96)
- Europeus de Gotemburg 2006 - 7ª (1'95)
- Jocs Olímpics Londres 2012 - 1ª (2'05)

## Millors marques
- Aire lliure - 2,07 m (Cheboksary, 22 de juliol de 2011)
- Pista coberta - 2,06 m (Arnstadt, 4 de febrer de 2012)